# Times Square – 42nd Street
Times Square – 42nd Street – stacja metra nowojorskiego, na linii 1, 2, 3, 7, N, Q i R. Znajduje się pod Times Square w dzielnicy Manhattan, w Nowym Jorku i zlokalizowana jest pomiędzy stacjami 50th Street, 34th Street – Penn Station, 49th Street, Fifth Avenue – Bryant Park i 34th Street – Herald Square. Została otwarta 1 lipca 1918.